# 牟明滨
牟明滨（1958年—），辽宁盖县人。中国人民解放军少将军衔，现任中央军事委员会国防动员部副部长。

## 生平
中国共产党党员。中央党校政法专业毕业。曾担任总参谋部动员部副部长、沈阳军区某集团军副军长、总参谋部动员部部长等职务。担任总参谋部动员部部长期间曾兼任国防部征兵办公室主任。2016年1月，任新成立的中央军事委员会国防动员部副部长。
2013年，当选第十二届全国人民代表大会解放军代表。